# Tiro, Ohio
Tiro là một làng thuộc quận Crawford, tiểu bang Ohio, Hoa Kỳ. Năm 2010, dân số của làng này là 280 người.

## Dân số
- Dân số năm 2000: 281 người.
- Dân số năm 2010: 280 người.